# Hot Chelle Rae
Hot Chelle Rae is een Amerikaanse band. De band bestaat uit drie jongens.

## Biografie
De band begon in 2005 door een ontmoeting tussen Ryan Keith Follese en Nash Overstreet. De naam is ontstaan door een fan, Chelle Rae, die zei dat ze goede mensen kon regelen voor de band en die nepfoto's met beroemdheden stuurde. Haar valse identiteit kwam later aan het licht. Nash Overstreet is de zoon van zanger Paul Overstreet, Ryan Keith en Jamie Christian Follese zijn zonen van songwriter Keith Follese en Ian Sebastian Keaggy is de zoon van Phil Keaggy.
In 2007 opende de band een uitverkocht concert van Lil Jon. Later in dat jaar gingen ze op tournee met de band.
Ze tekenden in 2008 bij Jive Records en zijn toen begonnen met hun eerste album.

### Lovesick Electric (2008-2010)
Nadat ze getekend hadden bij Jive Records begonnen ze met het opnemen van hun eerste album, samen met producers Eric Valentine, Butch Walker en Matt Radosevich. Het eerste album, Lovesick Electric, werd op 27 oktober 2009 uitgebracht.

### Whatever (2011-heden)
Nadat de single Tonight tonight uitkwam werd de band in één klap bekend. Onder dezelfde naam is er een ep uitgebracht. Het nummer bereikte nummer 7 in de Billboard Hot 100 en werd ook in de Nederlandse Top 40 en in Vlaanderen een top 10-hit. In november 2011 kwam het tweede album Whatever uit.
Eind 2013 kondigde bassist Ian Keaggy uit de band te stappen, om een solocarrière en andere dromen na te jagen. Hot Chelle Rae bestaat sindsdien nog uit drie leden.
In oktober 2014 kwam het derde album Recklessly uit, maar flopte. In 2016 lanceerde zanger Ryan Follese een solocarrière en tekende een contract bij Universal Music.

## Leden
- Ryan Keith Follese - gitaar, zang (2005-heden)
- Nash Linden Miller Overstreet - leadgitaar, zang (2005-heden)
- Ian Sebastian Keaggy - basgitaar, zang (2005-2013)
- Jamie Christian Follese - drums (2005-heden)

## Discografie

### Albums
| Album met eventuele hitnotering(en) in de Nederlandse Album Top 100 | Datum van verschijnen | Datum van binnenkomst | Hoogste positie | Aantal weken | Opmerkingen |
| ------------------------------------------------------------------- | --------------------- | --------------------- | --------------- | ------------ | ----------- |
| Lovesick electric                                                   | 23-09-2009            | -                     |                 |              |             |
| Tonight tonight                                                     | 08-02-2011            | -                     |                 |              | ep          |
| Whatever                                                            | 25-11-2011            | -                     |                 |              |             |

### Singles
| Single met eventuele hitnotering(en) in de Nederlandse Top 40 | Datum van verschijnen | Datum van binnenkomst | Hoogste positie | Aantal weken | Opmerkingen                                              |
| ------------------------------------------------------------- | --------------------- | --------------------- | --------------- | ------------ | -------------------------------------------------------- |
| I like to dance                                               | 2009                  | -                     |                 |              |                                                          |
| Bleed                                                         | 2010                  | -                     |                 |              |                                                          |
| Tonight tonight                                               | 08-08-2011            | 20-08-2011            | 6               | 19           | Nr. 16 in de Single Top 100 / Alarmschijf                |
| I like it like that                                           | 02-01-2012            | 14-01-2012            | 28              | 5            | met New Boyz / Nr. 73 in de Single Top 100 / Alarmschijf |
| Honestly                                                      | 02-04-2012            | 05-05-2012            | tip13           | -            |                                                          |

| Single met hitnotering(en) in de Vlaamse Ultratop 50 | Datum van verschijnen | Datum van binnenkomst | Hoogste positie | Aantal weken | Opmerkingen                      |
| ---------------------------------------------------- | --------------------- | --------------------- | --------------- | ------------ | -------------------------------- |
| Tonight tonight                                      | 2011                  | 27-08-2011            | tip6            | -            |                                  |
| I like it like that                                  | 2012                  | 14-01-2012            | tip7            | -            | met New Boyz                     |
| Honestly                                             | 2012                  | 21-04-2012            | tip64           | -            |                                  |
| Don't say goodnight                                  | 2014                  | 04-04-2014            | -               | -            | Voor het eerst zonder de bassist |